# Laghetto di Terra Nera
Il laghetto di Terra Nera è un lago di miniera (ossia un lago formatosi all'interno di una miniera) situato sull'isola d'Elba in prossimità della parte centrale della costa orientale, a est di Porto Azzurro, anche se risulta ubicato nel territorio del comune di Rio. 
Per raggiungere il laghetto di Terranera, circa 1 km dopo il centro abitato di Porto Azzurro prendere la deviazione sulla destra fino a raggiungere la spiaggia di Reale, superarla e dopo pochi metri arriverete al parcheggio gratuito della spiaggia di Terranera.
La sua posizione a ridosso della costa lo fa sembrare un lago costiero, pur avendo una diversa origine. Il lago si è formato infatti a seguito del riempimento di un pozzo minerario con acqua solforosa, a cui poi si è diluita parzialmente quella salmastra delle vicine acque marine del canale di Piombino. Dall'originaria miniera venivano estratte ematite, magnesite e pirite, dalle cui lavorazioni veniva ottenuto il ferro, i cui residui hanno originato la colorazione rossa del terreno attorno al lago. La vegetazione che si è sviluppata attorno è tipica della macchia mediterranea. Il lago non è balneabile e assume una tipica colorazione verde per via della presenza di fonti sulfuree annesse al lago ed altre fonti minerarie tipiche dell'Isola d'Elba.
La profondità massima è di circa 7,5 metri.